# Gallirallus striatus
Gallirallus striatus é uma espécie de ave da família dos ralídeos encontrada no subcontinente indiano e sudeste asiático.